# أوراق درون
أوراق درون (بالإنجليزية: Drone Papers) هي تسريب لوثائق الأمن القومي، نشر التسريبات صحيفة ذا إينسيبت الأمريكية في شهر أكتوبر 2015، يدور موضوع التسريبات حول استخدام الولايات المتحدة لطائرات بدون طيار. كشفت التسريبات عن العملية البيروقراطية للموافقة على استخدام الطائرات بدون طيار في الضربات الجوية الأمريكية الخارجية.

## الاستجابة
كتب الصحفي ميكا زينكو من مجلة فورين بوليسي أن أوراق درون «تكلف بإجراء تحقيق في الكونغرس» لكنها لم تتوقع حدوث حالة واحدة خلال إدارة أوباما. كتبت صحيفة الجارديان أن الوثائق أظهرت أن ما يقرب من 90 في المئة من عمليات القتل بدون طيار من قبل قوات الولايات المتحدة في فترة خمسة أشهر لم تصب الهدف المقصود.